# Martin Herzberg (Schauspieler)

Martin Herzberg als David Copperfield (1922)

Martin Fritz Herzberg (* 5. Januar 1911 in Berlin; † 16. Juli 1972 in Santa Cruz de Tenerife) war ein deutscher Schauspieler und Kinderstar der Stummfilmzeit.

## Leben und Wirken
Der Sohn des Malers Friedrich Herzberg und seiner Frau Marie, geb. Wünsch, begann im Alter von sechs Jahren als Kindermodell zu arbeiten. Unmittelbar vor dem Ende des Ersten Weltkriegs wurde er für den Film entdeckt. Von Anbeginn setzte man ihn mit tragenden Nebenrollen und einigen wenigen Hauptrollen ein. Nebenbei gab Herzberg 1920 an einer Jugendbühne sein Theaterdebüt mit der Rolle des Tell-Knaben in Friedrich Schillers Wilhelm Tell.
Ebenfalls 1920 lernte Herzberg den dänischen Regisseur A. W. Sandberg kennen, der ihm noch im selben Jahr eine Rolle in seiner deutschen Inszenierung Die Benefiz-Vorstellung der vier Teufel gab. Begeistert von Herzbergs dort gezeigter Leistung, holte ihn Sandberg daraufhin mehrfach nach Kopenhagen, um ihn in seinen dänischen Inszenierungen (Große Erwartungen, David Copperfield, Des Landsknechts letzte Liebe, Das Wiener Kind) einzusetzen. Vor allem Herzbergs Darstellung des David Copperfield in der gleichnamigen Verfilmung von Charles Dickens’ Vorlage aus dem Jahr 1922 erregte Aufsehen.
Im Lauf der ausgehenden 20er Jahre wurden Herzbergs Rollen sukzessive kleiner. Von seinen späteren Leistungen verdient die Darstellung des jungen Michael Caviol in dem nach einem Drehbuch von Alfred Hitchcock inszenierten Revolutionsdrama Die Prinzessin und der Geiger Beachtung. Nach nur drei Tonfilmen beendete Martin Herzberg 19-jährig seine Filmkarriere.
Anschließend übersiedelte er auf die Kanarischen Inseln, wo Herzberg in Las Palmas auf Gran Canaria in Zusammenarbeit mit dem Schauspieler, Regisseur und Intendanten Eugen Herbert Kuchenbuch Schauspielseminare auf die Beine stellte. Infolge der Machtergreifung in Deutschland blieb Herzberg, der nach NS-Rassenideologie als „Vierteljude“ galt, in Spanien und ging anschließend nach Teneriffa. In der dortigen Hauptstadt arbeitete er als Fotograf; 1940 soll er als Drehbuchautor nochmals an einer Filmproduktion mitgewirkt haben. Seiner Ehe mit der ebenfalls Deutschen Eva Diekow entstammte Sohn Boris, der 1955 in Santa Cruz de Tenerife geboren wurde.
Martin Herzberg starb 1972 im Alter von 61 Jahren an einem Herzinfarkt und wurde auf dem Cementerio de Santa Lastenia in Santa Cruz de Tenerife beigesetzt.

## Filmografie
- 1918: Jugendliebe
- 1918: Lejah
- 1919: Die Sühne der Martha Marx
- 1919: Das Geheimnis von Schloß Holloway
- 1919: Pogrom
- 1920: Die Abenteuer der Marquise von Königsmarck
- 1920: Die Benefiz-Vorstellung der vier Teufel
- 1920: Anna Karenina
- 1922: Große Erwartungen (Store forventninger)
- 1922: Der Halunkengeiger
- 1922: Die Küsse der Ira Toscari
- 1922: Des Landsknechts letzte Liebe (Lasse Månsson fra Skaane)
- 1922: David Copperfield (David Copperfield)
- 1923: Der letzte Tanz (Den sidste Dans)
- 1923: Paganini
- 1923: Die Magyarenfürstin
- 1923: Alles für Geld
- 1924: Das Wiener Kind (Wienerbarnet)
- 1924: Auch ein Mädel kann sich irren (Kan kvinder fejle?)
- 1924: Carlos und Elisabeth
- 1924: Komödianten des Lebens
- 1925: Die Prinzessin und der Geiger
- 1925: Freies Volk
- 1927: Primanerliebe
- 1927: Maria Stuart
- 1928: Die Siebzehnjährigen
- 1928: Die Räuberbande
- 1929: Verirrte Jugend
- 1929: Jugendsünden
- 1929: Die Halbwüchsigen
- 1930: Die letzte Kompagnie
- 1930: Väter und Söhne
- 1930: Das Flötenkonzert von Sans-souci
- 1940: Gloria del Moncayo (Co-Drehbuch)